# Toxeutes pascoei
Toxeutes pascoei är en skalbaggsart som beskrevs av Auguste Lameere 1904. Toxeutes pascoei ingår i släktet Toxeutes och familjen långhorningar. Inga underarter finns listade i Catalogue of Life.